# Асяново
Ася́ново (рос. Асяново, башк. Әсән) — село у складі Дюртюлинського району Башкортостану, Росія. Адміністративний центр Асяновської сільської ради.
Населення — 1479 осіб (2010; 1662 у 2002).
Національний склад:
- башкири — 49 %
- татари — 47 %